# McLaren MP4/9
McLaren MP4/9 — гоночный  автомобилей, разработанный Нилом Оутли и построенный командой McLaren для участия в Чемпионате мира по автогонкам в классе Формула-1 сезона 1994 года.

## История

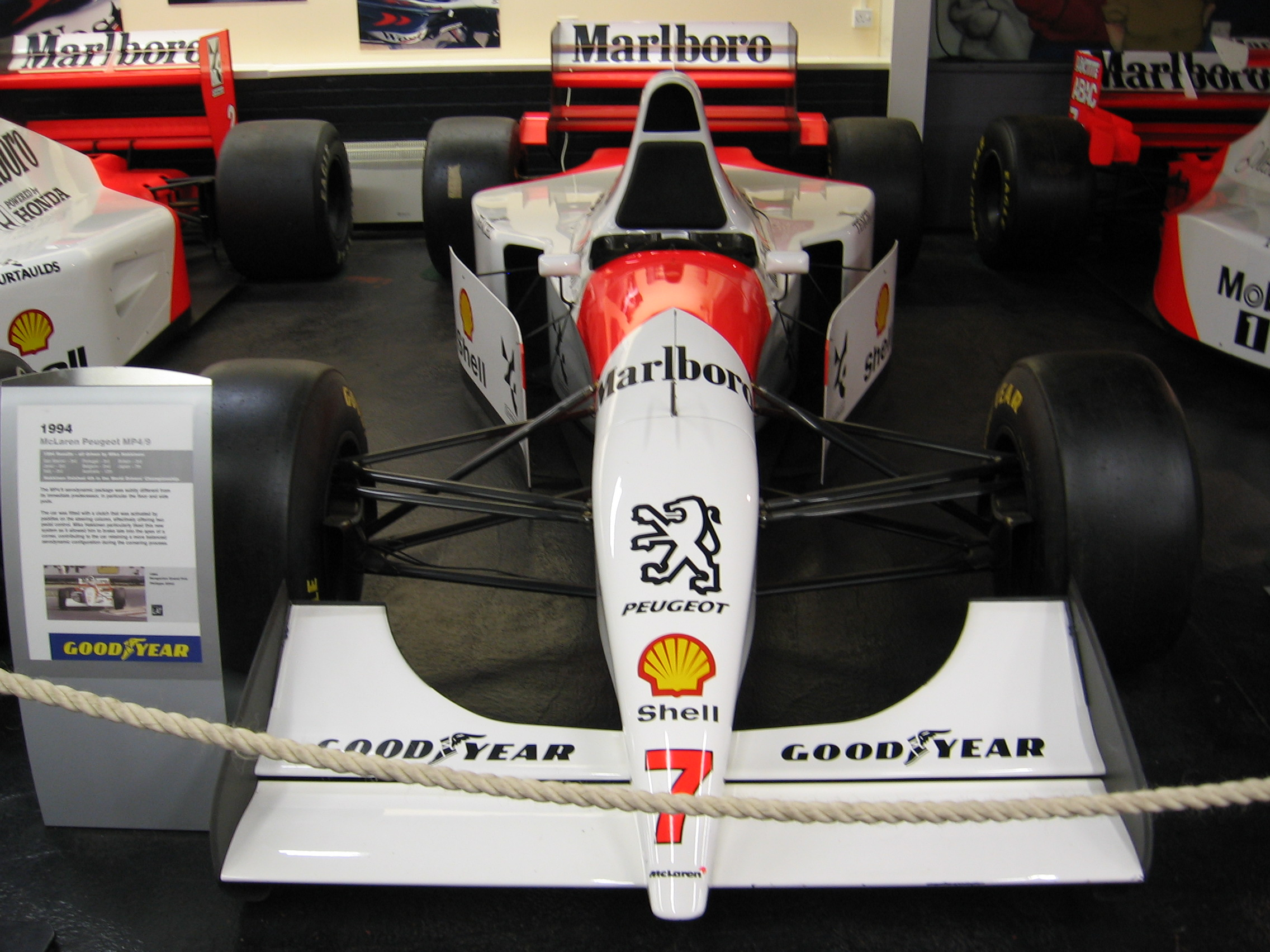
MP4/9 в музее Донингтона.

Разочаровавшись в моторах Ford, глава команды Рон Деннис решил поменять поставщика и в 1994 году на болидах McLaren появились двигатели Peugeot - мощные, но крайне ненадежные. Едва ли не половину гонок гонщики досрочно заканчивали из-за технических проблем.
Сезон начался неудачно: после двух Гран-при на счету команды не было ни единого очка. Первые зачетные баллы для команды заработал Мика Хаккинен на злополучном Гран-при Сан-Марино. Финн поднялся на подиум. Закрепить успех удалось Брандлу в следующей гонке в Монако, став серебряным призёром. Середина сезона была омрачена постоянными техническими проблемами, решить которые удалось лишь ближе к концу чемпионата.
Команда закончила сезон на 4-м месте в Кубке Конструкторов с 42 очками.

## Результаты в гонках
| Легенда к таблице |                                                                    |
| --- | ------------------------------------------------------------------ |
| В таблице перечислены результаты всех Гран-при Формулы-1, в которых использовался автомобиль. Строками таблицы являются сезоны, столбцами — этапы чемпионата мира. В каждой клетке указаны сокращённое название этапа и результат, дополнительно обозначенный цветом. Расшифровка обозначений и цветов представлена в нижеследующей таблице. |                                                                    |
| \| Пример \| Описание \| \| ------------ \| ------------------------------------------------------------------ \| \| 1 \| Победитель \| \| 2 \| Второе место \| \| 3 \| Третье место \| \| 5 \| Финишировал, заработав очки \| \| Сход \| Не финишировал, но при этом заработал очки \| \| 12 \| Финишировал, не получив очков \| \| НКЛ \| Финишировал, но не попал в финальную классификацию \| \| 15 \| Участвовал вне зачёта, либо по отдельной классификации \| \| 18 \| Не финишировал, но попал в финальную классификацию \| \| Сход \| Не финишировал \| \| НКВ \| Не прошёл квалификацию \| \| НПКВ \| Не прошёл предквалификацию \| \| ДСК \| Дисквалифицирован \| \| ИСК \| Исключён из протокола соревнований \| \| ТТ \| Заявлен для участия только в тренировках \| \| НС \| Участвовал в квалификации, но не стартовал в гонке \| \| Т \| Травмирован или болен \| \| ОТК \| Отказ от участия \| \| НТР \| Прибыл на соревнования, но на трассу не выезжал \| \| НПР \| Был заявлен в числе участников, но не прибыл к началу соревнований \| \| О \| Соревнования отменены \| \| \| Не участвовал \| \| Поул-позиция \| \| \| Быстрый круг \| \| |                                                                    |
| Пример | Описание                                                           |
| 1 | Победитель                                                         |
| 2 | Второе место                                                       |
| 3 | Третье место                                                       |
| 5 | Финишировал, заработав очки                                        |
| Сход | Не финишировал, но при этом заработал очки                         |
| 12 | Финишировал, не получив очков                                      |
| НКЛ | Финишировал, но не попал в финальную классификацию                 |
| 15 | Участвовал вне зачёта, либо по отдельной классификации             |
| 18 | Не финишировал, но попал в финальную классификацию                 |
| Сход | Не финишировал                                                     |
| НКВ | Не прошёл квалификацию                                             |
| НПКВ | Не прошёл предквалификацию                                         |
| ДСК | Дисквалифицирован                                                  |
| ИСК | Исключён из протокола соревнований                                 |
| ТТ | Заявлен для участия только в тренировках                           |
| НС | Участвовал в квалификации, но не стартовал в гонке                 |
| Т | Травмирован или болен                                              |
| ОТК | Отказ от участия                                                   |
| НТР | Прибыл на соревнования, но на трассу не выезжал                    |
| НПР | Был заявлен в числе участников, но не прибыл к началу соревнований |
| О | Соревнования отменены                                              |
| | Не участвовал                                                      |
| Поул-позиция |                                                                    |
| Быстрый круг |                                                                    |

| Год  | Команда                  | Двигатель          | Ш | Гонщики       | 1    | 2    | 3   | 4    | 5    | 6    | 7    | 8    | 9    | 10   | 11   | 12  | 13  | 14   | 15   | 16  | Место | Очки |
| ---- | ------------------------ | ------------------ | - | ------------- | ---- | ---- | --- | ---- | ---- | ---- | ---- | ---- | ---- | ---- | ---- | --- | --- | ---- | ---- | --- | ----- | ---- |
| 1994 | Marlboro McLaren Peugeot | Peugeot A6 3,5 V10 | G |               | БРА  | ТИХ  | САН | МОН  | ИСП  | КАН  | ФРА  | ВЕЛ  | ГЕР  | ВЕН  | БЕЛ  | ИТА | ПОР | ЕВР  | ЯПО  | АВС | 4     | 42   |
| 1994 | Marlboro McLaren Peugeot | Peugeot A6 3,5 V10 | G | Мика Хаккинен | Сход | Сход | 3   | Сход | Сход | Сход | Сход | 3    | Сход |      | 2    | 3   | 3   | 3    | 7    | 12  | 4     | 42   |
| 1994 | Marlboro McLaren Peugeot | Peugeot A6 3,5 V10 | G | Филипп Альо   |      |      |     |      |      |      |      |      |      | Сход |      |     |     |      |      |     | 4     | 42   |
| 1994 | Marlboro McLaren Peugeot | Peugeot A6 3,5 V10 | G | Мартин Брандл | Сход | Сход | 8   | 2    | 11   | Сход | Сход | Сход | Сход | 4    | Сход | 5   | 6   | Сход | Сход | 3   | 4     | 42   |